# Olympische Winterspiele 2010/Teilnehmer (Südafrika)
| Gelbes Symbol für Goldmedaillen mit stilisierten Olympischen Ringen | Graues Symbol für Silbermedaillen mit stilisierten Olympischen Ringen | Braundes Symbol für Bronzemedaillen mit stilisierten Olympischen Ringen |
| ------------------------------------------------------------------- | --------------------------------------------------------------------- | ----------------------------------------------------------------------- |
| —                                                                   | —                                                                     | —                                                                       |

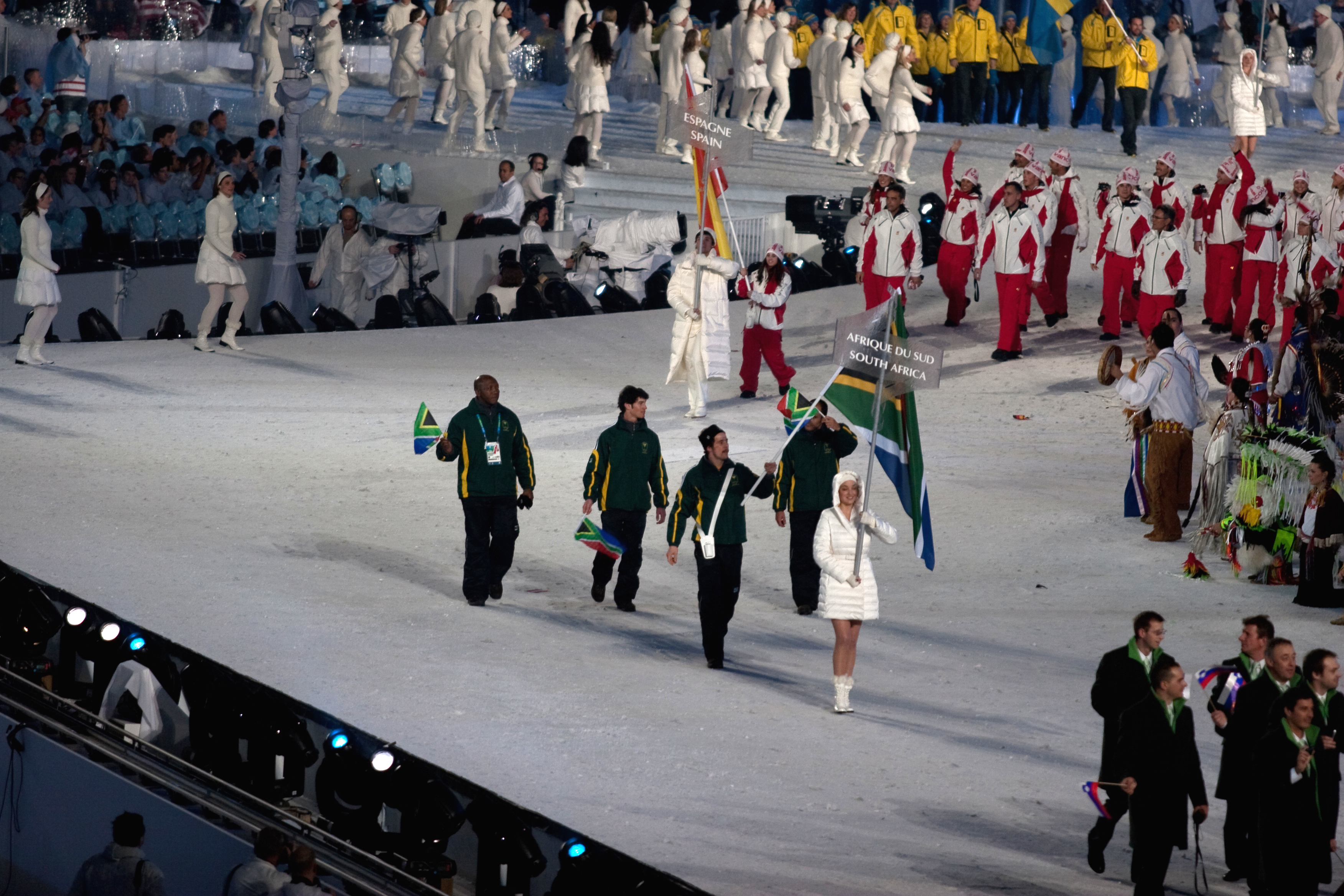
Einmarsch der südafrikanischen Delegation

Südafrika nahm an den Olympischen Winterspielen 2010 im kanadischen Vancouver mit zwei Sportlern teil.

## Teilnehmer nach Sportarten

### Ski Alpin
| Athleten    | Wettbewerbe  | 1. Lauf | 2. Lauf       | Gesamt        | Gesamt        |
| Athleten    | Wettbewerbe  | Zeit    | Zeit          | Zeit          | Rang          |
| ----------- | ------------ | ------- | ------------- | ------------- | ------------- |
| Männer      |              |         |               |               |               |
| Peter Scott | Riesenslalom | DNF     | ausgeschieden | ausgeschieden | ausgeschieden |

### Skilanglauf
| Athleten     | Wettbewerbe | Qualifikation | Qualifikation | Viertelfinale | Viertelfinale | Halbfinale    | Halbfinale    | Finale        | Finale        | Rang |
| Athleten     | Wettbewerbe | Zeit          | Rang          | Zeit          | Rang          | Zeit          | Rang          | Zeit          | Rang          | Rang |
| ------------ | ----------- | ------------- | ------------- | ------------- | ------------- | ------------- | ------------- | ------------- | ------------- | ---- |
| Männer       |             |               |               |               |               |               |               |               |               |      |
| Oliver Kraas | Sprint      | 4:04,19 min   | 61            | ausgeschieden | ausgeschieden | ausgeschieden | ausgeschieden | ausgeschieden | ausgeschieden | 61   |